# Freestone
Freestone is een Nederlandse band die het conceptalbum The Temple of Humanity heeft geproduceerd. De naam "Freestone" is afgeleid van 'Freestone Mason', een vrijmetselaarsterm.
De band Freestone verbindt popmuziek aan verschillende mystieke tradities, die bij kunnen dragen aan kwaliteit van leven, zoals vrijmetselarij, hermetisme en gnostiek. Freestone is de eerste en enige band die een popalbum heeft uitgebracht waarvan muziek, teksten en artwork zijn gewijd aan historie, achtergrond en symboliek van de vrijmetselarij. De band wordt grotendeels gevormd door vrijmetselaars of nazaten van vrijmetselaars.

## Discografie
Het album van Freestone, The Temple of Humanity staat in het teken van de vrijmetselarij. Het album werd officieel uitgebracht op 1 mei 2008.
Zowel de muziek, de liedteksten als het artwork bevatten verwijzingen naar vrijmetselaarssymboliek en rituelen. Prof. Dr. Malcolm Davies ziet het album daarom als een totaalkunstwerk. Het album bestaat uit twaalf nummers die elk corresponderen met een bijpassend kunstwerk. De binnenkant van de hoes bevat een drieluik met thema's uit de drie graden van de vrijmetselarij. Voor het artwork van het album The Temple of Humanity hebben meerdere kunstenaars c.q. vrijmetselaars een bijdrage geleverd. De hoes van het album bevat dan ook veel vrijmetselaarssymboliek, maar ook andere symboliek die naar de vrijmetselarij verwijst. Zo is op een van de nummers van The Temple of Humanity is een geluidssample te horen van het kloppende hart van een ongeboren kind. Het thema van dat nummer is de mythische ontstaansgeschiedenis van de vrijmetselarij en het kloppende hartje dient als symbool voor de geboorte van de geestelijke mens.
"Freestone" zet met The Temple of Humanity de traditie van invloed van vrijmetselaars op de klassieke muziek (zoals bijvoorbeeld Mozart en de Zauberflöte) door in de popmuziek. Tot dan toe was het nog niet voorgekomen dat een popalbum volledig gewijd was aan het thema vrijmetselarij. Hooguit werd er in nummers aan de vrijmetselarij gerefereerd. De openheid waarmee de vrijmetselarij in de popmuziek tot uiting komt past in de hedendaagse opstelling van de Nederlandse vrijmetselarij.
Naar verwachting zullen volgende albums van Freestone in het teken staan van andere stromingen, zoals hermetisme en gnostiek.

## Trivia
- De term "Freestone Mason", waaraan Freestone zijn naam te danken heeft, is in de loop der tijd (mogelijk) verbasterd tot Freemason, oftewel vrijmetselaar.[6]
- De producent van het album is lid van de loge L'Union Provinciale. In het artwork van "The Temple of Humanity" komen diverse items voor die aan deze vrijmetselaarsloge gerelateerd zijn.
- In de muziek, teksten en artwork van het album "The Temple of Humanity" komen verborgen boodschappen voor, onder andere in maçonniek geheimschrift.